# Королёв, Василий Игнатьевич
Василий Игнатьевич Королёв (2 февраля 1924 — 10 января 1993) — командир отделения взвода пешей разведки 73-го гвардейского стрелкового полка (25-я гвардейская стрелковая дивизия, 7-я гвардейская армия, 2-й Украинский фронт), гвардии старшина.

## Биография
Родился 2 февраля 1924 года на хуторе Ушаков (ныне — территория Боковского района Ростовской области). Окончил 7 классов; до войны работал на шахте в Донецкой области.
В Красной Армии и на фронте в Великую Отечественную войну с апреля 1944 года (призван Тишковским РВК Кировоградской области; с матерью Степанидой Николаевной проживал в Новой Тишковке). Воевал на 2-м Украинском фронте в составе 25-й гвардейской стрелковой дивизии. Стал разведчиком.
13 января 1945 года гвардии красноармеец Королёв Василий Игнатьевич награждён орденом Славы 3-й степени.
13 февраля 1945 года в бою поразил свыше 10 противников и нескольких взял в плен. Был представлен к награждению орденом Славы 2-й степени.
4 апреля 1945 года в боях за город Братислава разведчик Королёв уничтожил 8 вражеских солдат и 4 взял в плен. Был вновь представлен к награждению орденом Славы.
День Победы встретил в Чехословакии.
Приказом от 6 июня 1945 года за мужество и отвагу проявленные в боях за город Братиславу гвардии старшина Королёв Василий Игнатьевич награждён орденом Славы 2-й степени.
Приказом от 8 июня 1945 года за мужество и отвагу проявленные в боях за город Будапешт гвардии старшина Королёв Василий Игнатьевич награждён орденом Славы 2-й степени повторно.
В 1945 году демобилизован. Жил в городе Торез (Донецкая область), работал горным мастером на шахте.
Указом Президиума Верховного Совета СССР от 22 апреля 1969 года в порядке перенаграждения Королёв Василий Игнатьевич награждён орденом Славы 1-й степени. Стал полным кавалером ордена Славы.
Скончался 10 января 1993 года.

## Награды
- Медаль «За отвагу» (2.9.1944)[3]
- Орден Славы 1-й (8.6.1945 → 22.4.1969), 2-й (6.6.1945) и 3-й (13.1.1945) степеней[1].
- Орден Отечественной войны I степени (6.4.1985)[5]